# Pere Bosch i Moncunill
Pere Bosch i Moncunill, (Manresa, 1886 – segle XX) va ser un compositor català del segle XIX.
Seguint el costum de molts compositors espanyols del mateix segle, es va traslladar a la ciutat de Buenos Aires on va ser director de l'Escola de Música del Centre Català. A més, va exercir com organista de l'església de Les Victòries, i va esdevenir director de l'Orfeó Català de Buenos Aires. També a Buenos Aires va estrenar, l'any 1916, la sarsuela Cabecita loca, al Teatro Mayo. Va compondre un gran nombre d'obres de música eclesiàstica.